# Diglochis occidentalis
Diglochis occidentalis är en stekelart som först beskrevs av William Harris Ashmead 1896.  Diglochis occidentalis ingår i släktet Diglochis och familjen puppglanssteklar. Inga underarter finns listade i Catalogue of Life.